# Мирза Али

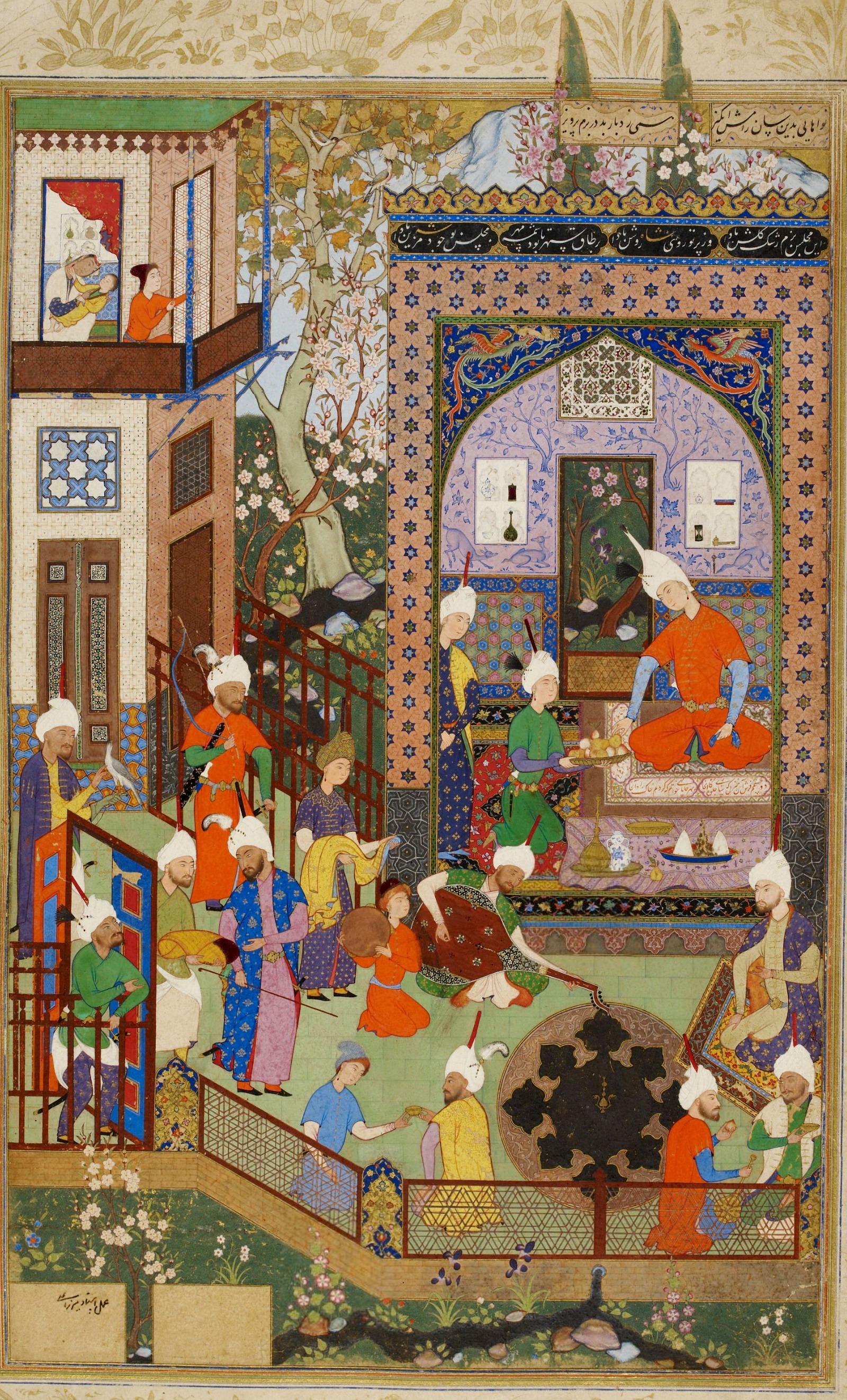
Мирза Али. Хосров слушает музыку Барбада. «Хамсе» Низами. 1539—1543. Лондон, Британская библиотека

Мирза Али (также Мирза Али Мухаммади, р. ок. 1510, Тебриз — ум. до 1576) — персидский художник.
Сефевидский историк-хронист Кази Ахмед пишет: «Мавлана мирза-Али является сыном мастера султан-Мухаммеда, в живописном искусстве не имел равного и подобного; он преуспел в изображении так, что мало кто мог равняться с ним». Далее он сообщает, что молодой художник начал работать в китабхане шаха Тахмаспа I под присмотром своего отца. Османский историк Мустафа Али (1587) ставит Мирзу Али первым в списке выдающихся художников, и называет его прославленным мастером.

Мирза Али. Царица Нушабе, узнавшая Искандера благодаря портрету. «Хамсе» Низами. 1539—1543. Лондон, Британская библиотека

Творческая карьера Мирзы Али пришлась на период правления шаха Тахмаспа I (1514—1576) со всеми вытекающими последствиями. Начав в 1530-х годах заниматься миниатюрой в шахской китабхане в Тебризе, в которой были созданы самые выдающиеся произведения сефевидской живописи первой половины XVI века, художник в дальнейшем, вероятно, в 1550-х годах стал работать для племянника шаха Тахмаспа I, Султана Ибрагима Мирзы (ок. 1540—1577), поскольку к тому времени шах Тахмасп потерял интерес к живописи, впав в религиозную ортодоксию. Однако впоследствии, когда шах перенес столицу в Казвин (ок. 1558), и вновь открыл художественную мастерскую, Мирза Али стал одним из её ведущих мастеров. Точных сведений о последних годах жизни художника история не оставила.

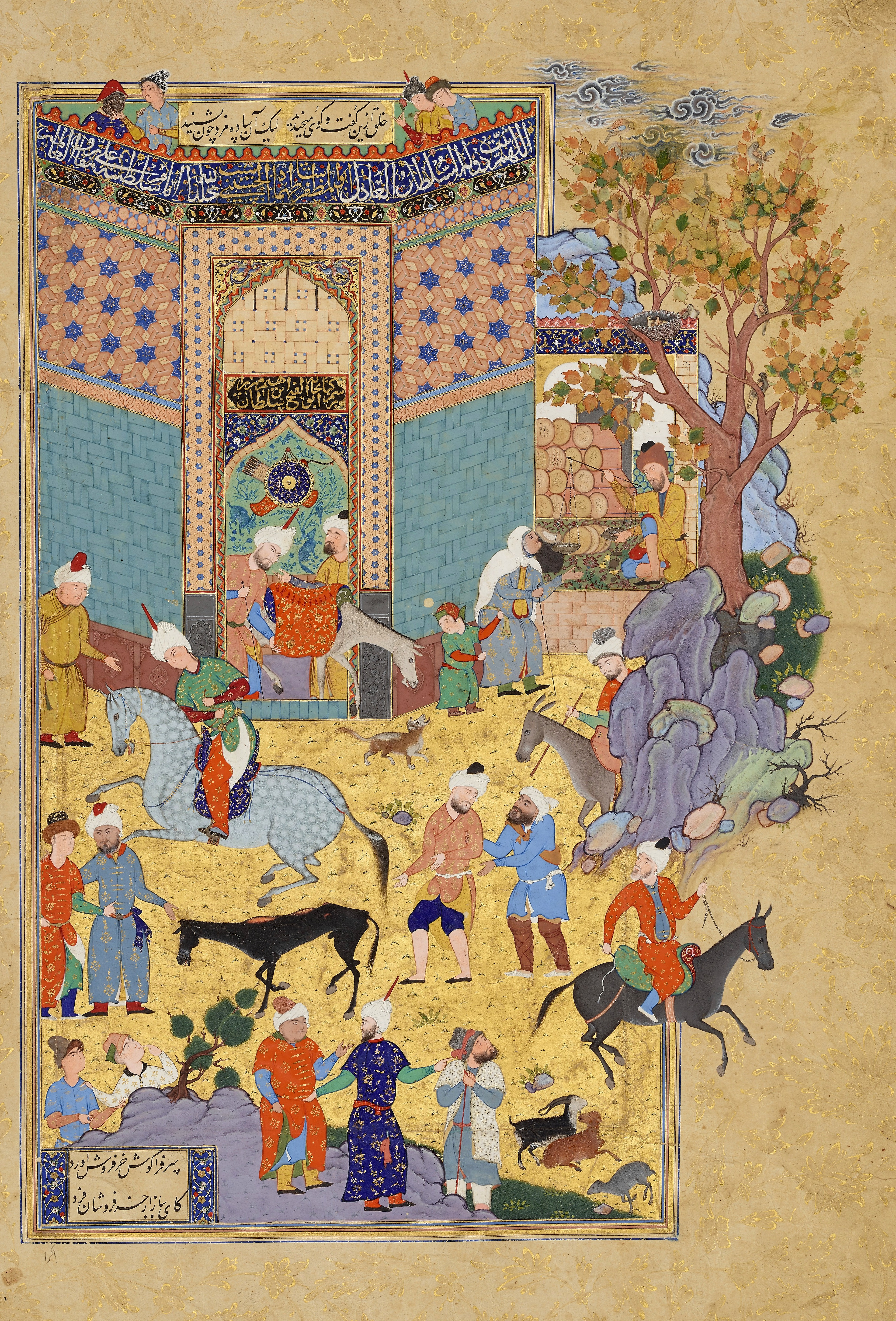
Мирза Али. Продажа ишака. «Семь престолов» Джами. 1556—1565. Галерея Фрир, Вашингтон

Самыми ранними из сохранившихся произведений Мирзы Али являются две миниатюры к «Хамсе» (Пять поэм) Низами, манускрипту, созданному в 1539—1543 годах по заказу шаха Тахмаспа I (Лондон, Британская библиотека). Несмотря на молодость, художник участвовал в этом проекте наряду с ведущими мастерами шахской китабхане — Ага Миреком, Мир Сеидом Али, и своим отцом — Султаном Мухаммедом. Художники создали всего 14 миниатюр, некоторые из них были подправлены в XVII веке художником Мухаммадом Заманом. Одна из миниатюр, приписываемых Мирзе Али, «Царица Нушабе, узнавшая Искандера благодаря портрету» посвящена сюжету одной из глав поэмы «Искандер-наме». В ней описывается, как Искандер (то есть Александр Македонский), прослышав о прекрасной азербайджанской царице Нушабе, решил тайно явиться к ней, прикинувшись послом от самого себя. Однако Нушабе сразу догадалась, кто перед ней, поскольку у неё был портрет Искандера, который царица и предъявила смутившемуся «послу». Исследователи Диксон и Уэлч, отмечают внесение художником элементов психологизма в традиционную персидскую живопись, и это действительно можно увидеть в его миниатюре — достаточно внимательно присмотреться к лицам и позам.

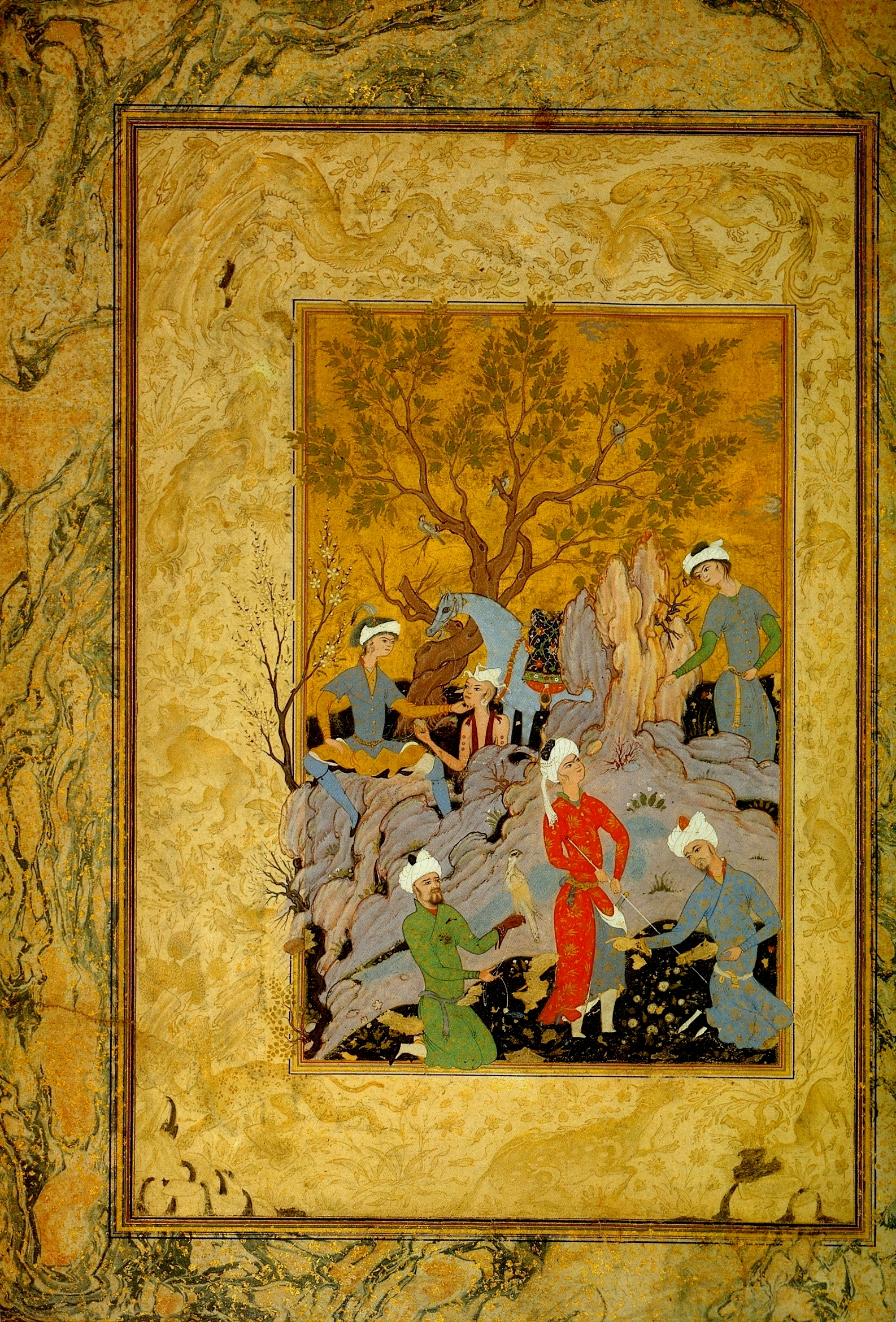
Мирза Али. Охотничий привал. 1570—1580. Музей Метрополитен, Нью-Йорк

На основании этих особенностей Диксон и Уэлч приписывают Мирзе Али ещё несколько произведений. Они считают, что в 1530—1540-х годах художник принял участие в создании «Шахнаме» для шаха Тахмаспа (1525—1535), усмотрев его руку в шести миниатюрах из этого прославленного манускрипта, над которым много лет работали все ведущие художники шахской мастерской. Ему принадлежит диптих (двойной фронтиспис) со сценой охоты для поэмы «Золотая цепь» Джами, рукопись которой хранится в РНБ, Санкт-Петербург — возможно, наиболее претенциозное из его произведений, а также лист с изображением «Принцессы, сидящей с цветком» — одно из самых идеализированных и поэтичных изображений на эту тему во всей сефевидской живописи (Музей Саклера, Кембридж). Эти работы, созданные в 1540-е годы, считаются вершиной творчества художника. Более поздние произведения — иллюстрации к поэме Джами «Семь престолов» (1556—1565, Галерея Фрир, Вашингтон), созданные по заказу Султана Ибрагима Мирзы, а также двойная миниатюра «Охотничий привал» (1570—1580, один лист в Бостоне, МИИ, другой в Нью-Йорке, музей Метрополитен) несмотря на изящество линий и изысканный колорит, отдают некоторым маньеризмом. Однако эти тонкости вряд ли могут помешать восприятию полных здорового народного юмора сцен, вроде той, что изображена в миниатюре «Продажа ишака», на которой, согласно тексту поэмы «Семь престолов», крестьянин так красочно расхвалил своего старого, тощего ишака, что потенциальные покупатели почти поверили его беспардонной лжи.
Мирза Али был одним из крупнейших персидских мастеров XVI века. Наряду с художниками Мухаммади и Шейхом Мухаммадом он дал толчок дальнейшей эволюции персидской живописи. Своими наработками и нововведениями эти художники подготовили почву для творчества крупнейшего художника XVII века Ризы-йи-Аббаси, определившего развитие персидской живописи на целое столетие.